# Taquipsiquia
A taquipsiquia é um tipo de transtorno da velocidade de pensamento, uma patologia neurológica caracterizada pela aceleração de todas as funções psíquicas.
A duração dos episódios é variável, porém sem tratamento pode ficar em torno de quatro meses.
É raro presentar-se de forma isolada, como mania unipolar. Geralmente, existe no contexto do transtorno bipolar, alternando com períodos depressivos. Pode haver predomínio da fase maníaca ou da depressiva, de forma variável.
Este transtorno geralmente aparece entre os 20 e os 30 anos de idade, aparecendo depois dos 50 anos em apenas 10% dos casos. A taquipsiquia pode aparecer de forma brusca e repentina, sem período prodrômico, embora o seu aparecimento possa ser por vezes, gradativo.
A taquipsiquia em seu grau máximo e extremo chega a fuga de ideias.

## Características
É caracterizada pelo taquipsiquismo. Trata-se da aceleração de todas as funções psíquicas (pensamento, psicomotricidade, linguagem, etc). É observada principalmente em estados maníacos. O oposto do taquipsiquismo é o bradipsiquismo que trata-se da lentificação de todas as atividades mentais, muito comum em estados depressivos, nos quais a passagem do tempo é percebida de modo lento e vagaroso.
O taquipsiquismo é o estado de euforia e que se exprime pela dificuldade para interromper o discurso e a aceleração do débito verbal faz-se acompanhar por uma dificuldade em se centrar num tema, com tendência para passar rapidamente de tema para tema.

## Doenças
- euforia patológica
- hipomanía